# USNS Brunswick (T-EPF-6)
USNS Brunswick (T-EPF-6) — експедиційний швидкісний транспорт, шостий в серії з 14 суден типу «Спірхед» які будуються на верфі компанії Austal USA в місті Мобіл, штат Алабама, на замовлення ВМС США відповідно до контракту, укладеного в листопаді 2008 року.

## Історія створення
Церемонія закладки кіля відбулася 2 грудня 2014 року. Спущений на воду 19 травня 2016 року. 14 січня 2016 року передано ВМС США.

## Історія служби
30 січня 2017 року судно покинуло військово-морську базу Little Creek (Літл-Крік), штат Вірджинія, для свого першого далекого розгортання. 12 січня 2018 завершило візит на військово-морську базу Лумут, Малайзія.14 січня з плановим візитом прибув до Бітунга, Індонезія.17 січня здійснив візит до порту Кучінг, Малайзія.